# マトラ・MS9
マトラ・MS9 (Matra MS9) は、マトラが製作したフォーミュラ1カー。1968年のF1世界選手権に投入された。
1968年南アフリカグランプリにジャッキー・スチュワートのドライブで出場したが、その後はマトラ・MS10に取って代わられた。MS9は予選を3位で通過したが、決勝はコネクティングロッドのトラブルでリタイアとなった。

## コンセプト
フォーミュラ2で成功した後、マトラは自社製V型12気筒エンジンを搭載したマシンでフォーミュラ1への参戦を計画した。しかしながら、マトラのフォーミュラ2チームを運営していたケン・ティレルは、コスワース DFVを搭載したマシンを製作するようマトラを説得した。このコンセプトに従い、F2マシンのマトラ・MS7がDFVを搭載できるように改修され、サスペンションコンポーネントはマトラのグループ6レーシングカーから流用された。

## レース戦歴
MS9は開発車としての役割にもかかわらず、MS10の準備が整っていなかったことから1968年南アフリカグランプリに投入された。マシンは下塗りコートの淡いグリーンのままであったが、ジャッキー・スチュワートはその性能に満足し、予選はジム・クラーク、グラハム・ヒルのロータス・49に次ぐ3位となった。キャラミの気温は冷却問題を引き起こし、車のノーズコーンは広げられ、空気の流れを改善した。追加のラジエターも車体後部に取り付けられた。決勝ではスタートでスチュワートはロータスを打ち負かしたが、すぐにクラークに追い抜かれ、その後ヒルにも追い抜かれた。レースの半分を終えた直後、コネクティングロッドが破損しエンジン側面を突き抜け、MS9はレースとそのキャリアを終えた。

## F1における全成績
(key) （太字はポールポジション、斜体はファステストラップ）
| 年     | チーム                     | エンジン                       | タイヤ | ドライバー               | 1   | 2   | 3   | 4   | 5   | 6   | 7   | 8   | 9   | 10  | 11  | 12  | ポイント | 順位 |
| ------ | -------------------------- | ------------------------------ | ------ | ------------------------ | --- | --- | --- | --- | --- | --- | --- | --- | --- | --- | --- | --- | -------- | ---- |
| 1968年 | マトラ・インターナショナル | フォード コスワース DFV 3.0 V8 | D      |                          | RSA | ESP | MON | BEL | NED | FRA | GBR | GER | ITA | CAN | USA | MEX | 451      | 3位  |
| 1968年 | マトラ・インターナショナル | フォード コスワース DFV 3.0 V8 | D      | ジャッキー・スチュワート | Ret |     |     |     |     |     |     |     |     |     |     |     | 451      | 3位  |

1 全ポイントMS7およびMS10による。

## 参照
1. 1 2  “Matra MS9”. StatsF1.com. 2015年1月28日閲覧。
2. ↑  “Grand Prix results, South African GP 1968”.   grandprix.com. 2015年12月13日閲覧。
3. ↑  Nye, Doug (1986). History of the Grand Prix Car 1966-1985. United Kingdom: Hazleton Publishing
4. ↑  “Grand Prix of South Africa”. motorsportmagazine.com. 2016年12月8日閲覧。